# Río Santiago, Guerrero
Río Santiago är en ort i Mexiko.   Den ligger i kommunen Atoyac de Álvarez och delstaten Guerrero, i den södra delen av landet, 270 km sydväst om huvudstaden Mexico City. Río Santiago ligger 697 meter över havet och antalet invånare är 946.
Terrängen runt Río Santiago är huvudsakligen kuperad, men åt sydväst är den bergig. Terrängen runt Río Santiago sluttar västerut. Runt Río Santiago är det ganska tätbefolkat, med 52 invånare per kvadratkilometer. Närmaste större samhälle är Atoyac de Álvarez, 13,4 km väster om Río Santiago. I omgivningarna runt Río Santiago växer i huvudsak städsegrön lövskog.